# NGC 3770
NGC 3770 је спирална галаксија у сазвежђу Велики медвед која се налази на NGC листи објеката дубоког неба.
Деклинација објекта је + 59° 37' 2" а ректасцензија 11h 37m 58,7s. Привидна величина (магнитуда) објекта NGC 3770 износи 12,8 а фотографска магнитуда 13,7. NGC 3770 је још познат и под ознакама UGC 6600, MCG 10-17-28, CGCG 292-12, IRAS 11352+5953, PGC 36025.